# チャンプ・ベイリー
チャンプ・ベイリー（Roland "Champ" Bailey、1978年6月22日 - ）はジョージア州フォークストン出身の元アメリカンフットボール選手。現役時代のポジションはCB。身長183cm、体重87kg。チャンプというニックネームは母親が彼が幼い時につけたものである。弟のボス・ベイリーもデンバー・ブロンコスでLBとして在籍していた。

## 経歴
ジョージア大学時代はオフェンス、ディフェンス、スペシャルチームでそれぞれ活躍した。大学2年次に全試合に出場しサウスイースタン・カンファレンスのファーストチームに選ばれた。また大学に在籍した最終年となった3年次にはディフェンスで52タックル、3インターセプト、7パスブロック、オフェンスではパスレシーブで47キャッチ、744ヤードで5タッチダウンをあげたほか、キックオフリターン、パントリターンにも起用され1試合あたり103.5ヤードを稼ぎオールアメリカやサウスイースタン・カンファレンスファーストチームに選ばれた。カレッジフットボールの年間最優秀守備選手に与えられるブロンコ・ナグルスキー賞は最終学年でなかったものの受賞した。ジョージア大学での3年間で33試合に出場（内24試合に先発出場）し147タックル、2ファンブルリカバー、1ファンブルフォース、8インターセプト、27パスブロックの記録を残した。また大学の走幅跳室内記録を塗り替えた。
1999年のNFLドラフトでは1巡目全体7位でワシントン・レッドスキンズに指名されて入団した。レッドスキンズに在籍した2003年まで彼は全試合で先発出場し、WR、RB、リターナーとしても器用された。彼はリーグベストのCBと考えられていたダレル・グリーンやディオン・サンダースのチームメートとなりどんどん才能を開花していった。
1999年に彼は5インターセプト、1タッチダウン、1サックをあげた。2000年、5インターセプトをあげると共に3回のキャッチで78ヤードを獲得、65ヤードのパントリターンも見せた。プロボウルにもこの年から2007年まで連続で選ばれるようになる。
2004年シーズン開始前に彼はドラフト2巡目指名権と共にクリントン・ポーティスとのトレードでデンバー・ブロンコスに移籍して7年間6300万ドルの契約を結んだ。
2005年にはインターセプトリターンTDを2回あげた。またニューイングランド・ペイトリオッツ戦ではトム・ブレイディのパスをインターセプトし100ヤードリターンした。このプレーはタッチダウンにはならなかったプレーでは最も長いリターンというNFL記録になっている。
2006年1月14日のニューイングランド・ペイトリオッツとのディビジョナルプレーオフで彼はトム・ブレイディのパスをエンドゾーンでインターセプトすると100ヤードリターンして敵陣1ヤードまでボールを戻した。このプレイでペイトリオッツのタイトエンド、ベンジャミン・ワトソンのタックルで彼はボールをファンブルしボールはアウトオブバウンズとなったが続くプレイでブロンコスはタッチダウンをあげて試合はブロンコスが勝利しペイトリオッツのスーパーボウル3連覇の夢を奪った。2006年のレギュラーシーズンには10インターセプトをあげてフィラデルフィア・イーグルスのアサンテ・サミュエルとシーズンインターセプト記録を分け合った。この年彼はサンディエゴ・チャージャーズのRB、ラダニアン・トムリンソン、マイアミ・ドルフィンズのDE、ジェイソン・テイラーと共に満票でオールプロに選出された。この年彼は対峙したレシーバーに1本もタッチダウンを許さなかった。
2007年には怪我のため84タックル、3インターセプトに終わったがプロボウルに選出された。シャットダウンコーナーバックとして優れた彼に対しては相手QBはパスを投げないようになり、2007年から2009年までのインターセプトは5回である。
2009年、第4週のダラス・カウボーイズ戦で自陣3ヤード地点でのインターセプト、第4Q残り9秒、自陣2ヤードからのパスを2度防ぐ活躍などを見せてAFC週間MVP守備部門に選ばれた。
2010年には45タックル、1タックル、2インターセプトをあげて、オークランド・レイダースのナムディ・アソムーアの代わりにプロボウルに選ばれた。
2011年2月ブロンコスと4年間4300万ドルで契約延長を果たした。11月6日の第9週、オークランド・レイダース戦では2インターセプト、1ファンブルフォースの活躍を見せて38-24での勝利に貢献した。
2000年から2007年までプロボウルに8年連続で選出されておりNFCとAFCのいずれからも先発出場を果たしている。2012年までに12回プロボウルに選出されており、これはコーナーバックとしてのNFL記録となっている。
2013年は足の負傷のため、レギュラーシーズンでの出場は5試合にとどまった。2014年3月5日、ブロンコスから解雇された。4月4日、ニューオーリンズ・セインツと2年契約を結んだが、開幕ロースターに残れず8月30日解雇された。
10月18日に引退を発表。11月14日にブロンコスと一日契約を交わし、ブロンコスの選手として引退した。

## 人物
- NFLを代表するシャットダウンコーナーバックの1人である[13]。
- 第44回スーパーボウルの勝敗予想を聞かれた彼は、「（インディアナポリス・コルツのQB）ペイトン・マニングは並ぶものなき存在だ。」と絶賛した[14]。
- 2011年6月、ロディ・ホワイトが選んだ現役CBとしてダレル・リーヴィス、ナムディ・アソムーアに次いで3位にランクされた[15]。